# Giải bóng đá vô địch quốc gia Guam 2005
Thống kê của Giải bóng đá vô địch quốc gia Guam mùa giải 2005.

## Tổng quan
Guam Shipyard giành chức vô địch.